# Burg Kremon
Die Burg Kremon (lettisch Krimuldas viduslaiku pils) ist die Ruine einer Bischofsburg des Erzbistums Riga, errichtet auf einem Hochplateau neben dem Fluss Wikmeste (lettisch Vikmeste) im Ortsteil Krimulda der livländischen Stadt Sigulda im lettischen Bezirk Sigulda.

## Geschichte
Das genaue Errichtungsjahr der Burg Kremon ist unbekannt, jedoch gilt als gesichert, dass sie zur Zeit des Erzbischofs Albert II. Suerbeer (1255–1273) vom Domkapitel Riga erbaut wurde, das Teil des Erzbistums Riga war. Eine Besonderheit der Lage der Burg war die Tatsache, dass sich zwei weitere Burgen in der unmittelbaren Umgebung befanden: Burg Treyden des Erzbistums Riga (1,8 km entfernt) und Burg Segewold des Schwertbrüderordens (1,2 km entfernt). Im Gegensatz zu diesen beiden stark befestigten Burgen war die Rolle von Burg Kremon eher auf wirtschaftliche und repräsentative Funktionen beschränkt, was sich nicht zuletzt in ihrem recht einfachen Grundriss zeigt.
Erstmals urkundlich erwähnt wird die Burg 1312 im Untersuchungsbericht einer Zeugenvernehmung durch den päpstlichen Legaten Franz von Moliano, als Folge der unrechtmäßigen Besetzung der Burg durch den aus dem Schwertbrüderorden entstandenen Livländischen Orden. Die Situation war derart angespannt, dass Papst Johannes XXII. den damaligen Ordensmeister nach Rom zitierte. Nach einer Weile wurde Kremon wieder dem Domkapitel übergeben.

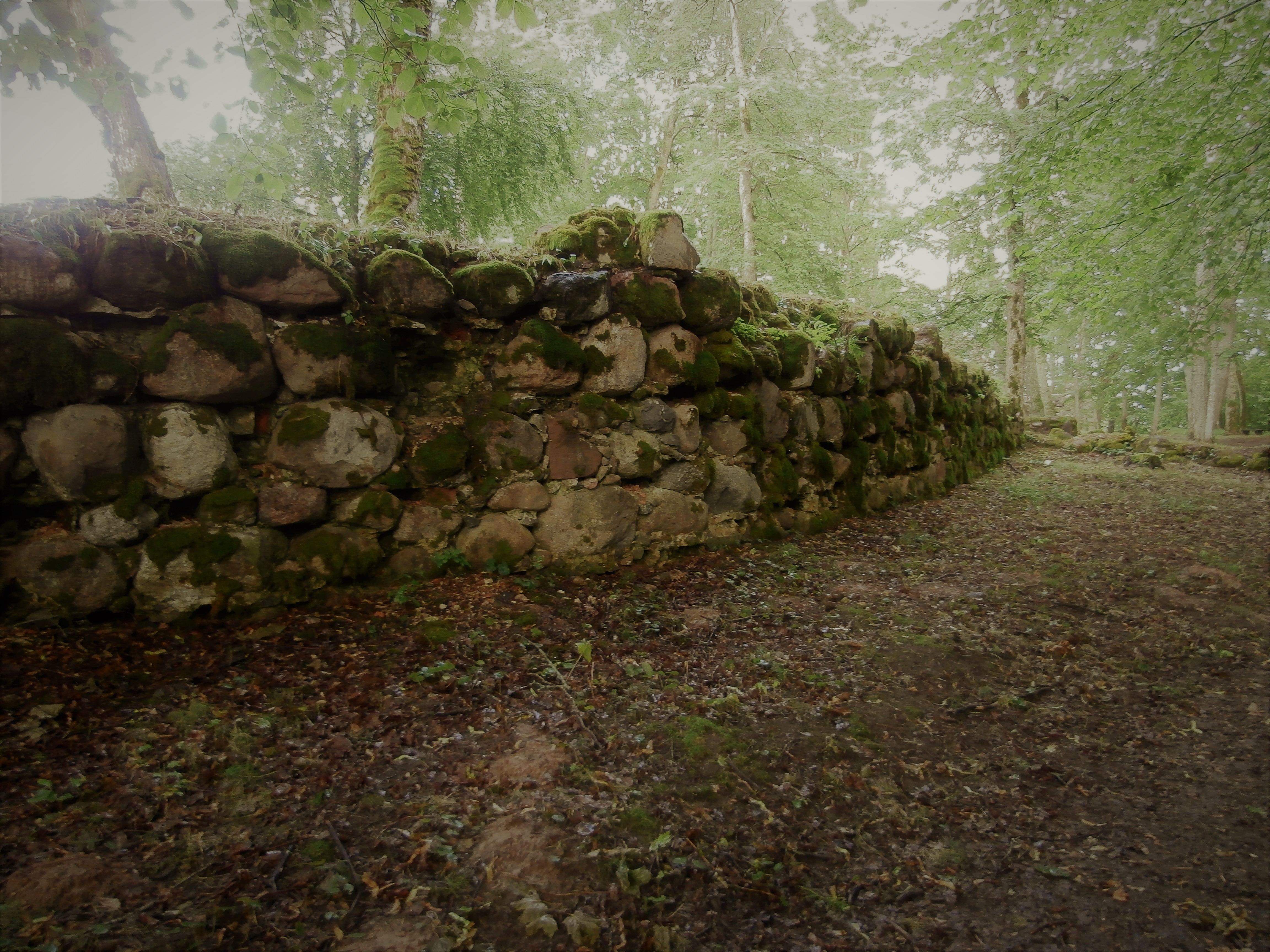
Südwestliche Burgmauer. Rechts liegen die Fundamente des Torturms.

Die Burg befand sich anschließend ununterbrochen im Besitz des Domkapitels, ehe sie mit dem Fall der Livländischen Konföderation 1561 und der damit einhergehenden Säkularisierung des Erzbistums Riga mit dem neu errichteten Herzogtum Livland in die Adelsrepublik Polen-Litauen eingegliedert wurde.
Während des Polnisch-Schwedischen Krieges wurde die Burg Kremon im Herbst 1601 von schwedischen Truppen erobert. Diese konnten die Burg jedoch nicht halten und brannten sie vor den anrückenden polnisch-litauischen Truppen nieder. Nach der Besetzung Livlands durch Schweden ging die Burg in Privatbesitz über, jedoch wurde sie offenbar nicht wieder aufgebaut.
1625 schenkte der schwedische König Gustav II. Adolf das Gut Kremon seinem Reichsrat Gabriel Bengtsson Oxenstierna, dessen Sohn es 1664 an die Familie Helmersen verpfändete.
Nach dem Großen Nordischen Krieg wurde Kremon 1726 vom Offizier Karl Hermersen erworben. 1817 kaufte der russische Generalleutnant Johann von Lieven, dessen Adelsgeschlecht bis auf den Livenfürsten Kaupo zurückgeht, das Gut auf einer Auktion.
Zwischen 1822 und 1854 wurde außerhalb des ehemaligen Burggeländes das neue Schloss Kremon im Stile des Klassizismus errichtet.
1912 besuchte der baltische Burgenforscher Karl von Löwis of Menar die Burgruine und führe Untersuchungen durch.

## Beschreibung

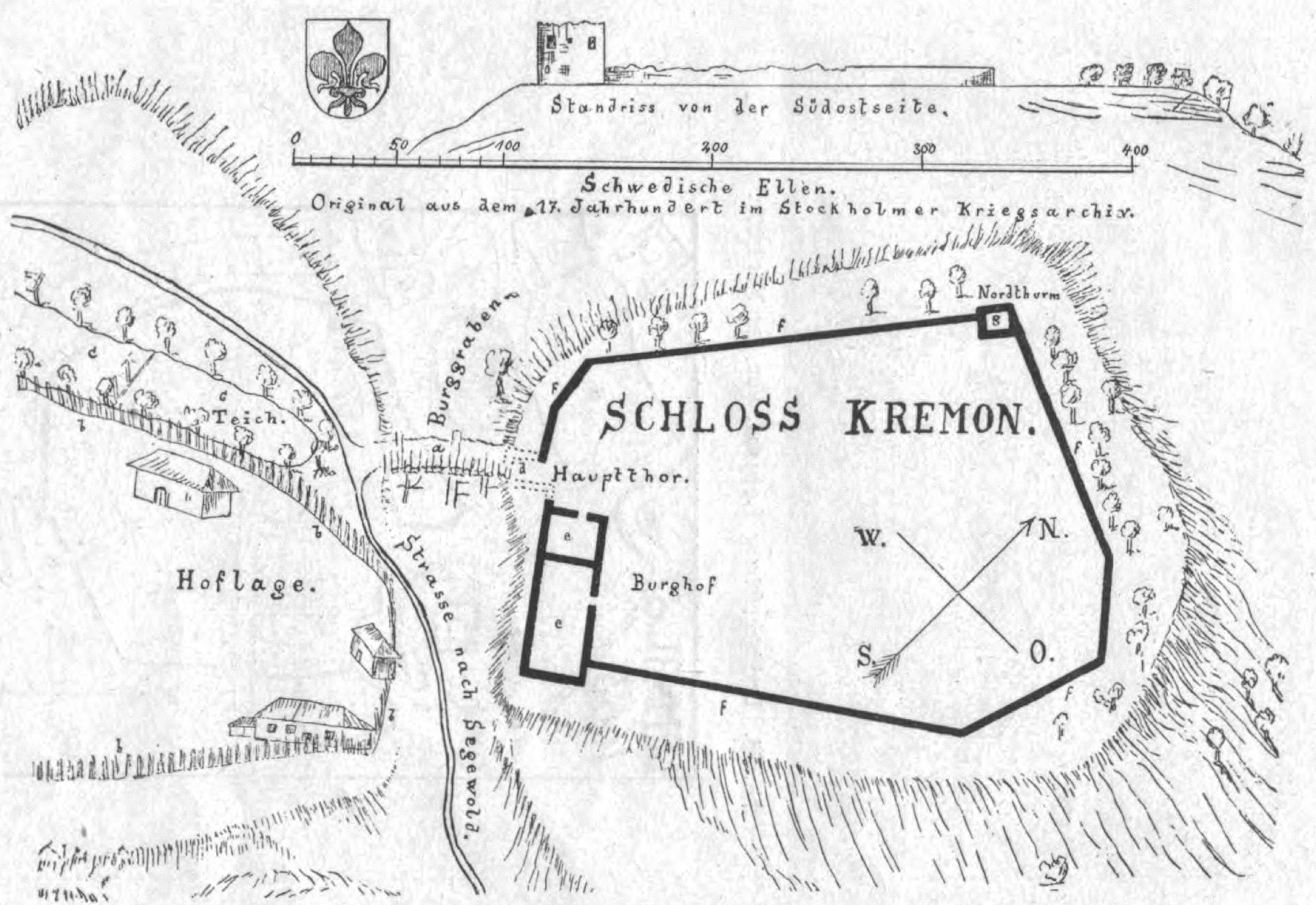
Burgplan aus dem 17. Jahrhundert
Legende: • a Holzbrücke ("Teufelsbrücke") • b Pfahlzaun • c Teich • d Torturm • e Wohngebäude des Domkapitels • f Burgmauer • g Nordturm

Burg Kremon wurde auf einem Hochplateau am Rande des Gauja-Tals errichtet, dessen steile Hänge an der Nordwest-, Nordost- und Südostseite an das Ufer der etwa 50 m tiefer im Tal fließenden Wikmeste grenzen. Richtung Südwesten trennt ein künstlich ausgehobener Graben die Burganlage vom Umland. Laut einem Grundrissplan aus dem 17. Jahrhundert befand sich auf der anderen Seite des Grabens eine von einer Palisade und Wassergraben umgebene Vorburg.
Die Burg nahm fast die gesamte Fläche des Plateaus ein (300 × 250 m); ihre Mauer war zwischen 1,5 und 2 m dick und passte sich der Form des Burghügel an, die in etwa einem unregelmäßigen Polygon entsprach.
In der südlichen Ecke des weitläufigen Burghofs befand sich ein wahrscheinlich dreistöckiges Hauptgebäude mit rechteckigem Grundriss und einer Seitenlänge von 54,4 m auf 17,5 m. Im Erdgeschoss lagen vermutlich die Küche und Lagerräume, im ersten Obergeschoss Wohn- und Repräsentationsräume. Möglicherweise befand sich in der Halle das Refektorium. Der Dachboden hatte militärische Funktionen und war zur Verteidigung gedacht.
Auf der westlichen Seite des Hauptgebäudes befand sich ein 9,5 m breiter Torturm. Bei Ausgrabungen wurden hier die Fundamente von zwei Räumen gefunden, was darauf schließen lässt, dass er drei Tore und/oder Fallgitter besaß. Von hier aus führte der einzige Zugang zur Burg über eine einfache Holzbrücke, in der eine Zugbrücke (vermutlich mit Zugstangen-Steuerung) integriert war. Darüber hinaus verfügte die Burg lediglich über einen kleinen, quadratischen Wehrturm an der Nordseite.
Auf dem gesamten Burggelände finden sich, das Hauptgebäude und die beiden Türme ausgenommen, keine Steingebäude. Dies hängt zweifellos mit der Funktion der Burg als Wirtschaftsburg zusammen, die eine größtmögliche Lagerkapazität bei möglichst geringem Verteidigungsaufwand vorsieht. Vermutlich befanden sich auf dem Burghof mehrere Wirtschafts- und Lagergebäude, zumeist in Holz-, manchmal aber auch in Fachwerkbauweise, von denen jedoch keine Überreste mehr vorhanden sind. Burgmauer und Steingebäude selbst bestehen aus einem Mauerwerk aus Feldsteinen und Kalkmörtel, wobei in den Gebäudeecken Kalksteinblöcke verwendet wurden.
Paul von Lieven ließ zwischen 1861 und 1863 Teile des Burggeländes ausgraben, so auch das Hauptgebäude, das Torhaus und den Nordturm, mit dem Ziel, das Torhaus wiederaufzubauen und dort ein kleines Museum einzurichten, was letztlich jedoch verworfen wurde. So ließ er stattdessen, dem romantischen Zeitgeist folgend, Teile der Ruinen des Hauptgebäudes wieder aufmauern und mit zwei pseudogotischen Fenstern versehen. An manchen Stellen wurden sogar auf alten Fundamenten neue, künstliche Ruinen angelegt. Dies führte dazu, dass die originale, historische Bausubstanz auch heute noch teils schwer von den Neubauten des 19. Jahrhunderts zu unterscheiden ist.